# Trois coups
Ne doit pas être confondu avec Les Trois Coups.
Pour les articles homonymes, voir Brigadier (homonymie).
Au théâtre, les trois coups sont frappés avec un bâton appelé brigadier sur le plancher de la scène, juste avant le début d'une représentation, pour attirer l'attention du public, particulièrement quand il y a un lever de rideau. Cette tradition a parfois tendance à disparaître en raison des nouveaux rapports scène-salle.

## Histoire
Cette tradition, plus particulièrement française, peut venir du Moyen Âge, où trois coups, symbolisant la Trinité, terminaient les Mystères : le métier de comédien étant mal vu par l'Église, les acteurs de l'époque conjuraient les sanctions en ponctuant le premier des trois coups par « au nom du Père », le suivant par « au nom du Fils », le dernier par « et du Saint-Esprit ». Ces trois coups pouvaient être précédés d'un roulement précipité constitué de cinq, sept, neuf (peut-être un appel aux neuf Muses de la Grèce Antique), onze (symbole possible des douze apôtres moins Judas) ou treize coups martelés rapides. Le douze étant dans sa symbolique, un nombre parfait, symbole de l'unité du théâtre.
Une autre explication fait correspondre les trois coups à trois saluts que les comédiens exécutaient avant de jouer devant la Cour. Elle fait remonter cette tradition à la troupe de Molière qui annonçait l'arrivée du roi, de la reine et du dauphin.
Dans le théâtre classique français, le régisseur martelait le sol de douze coups rapides afin d’annoncer le début de la représentation aux machinistes qui pour certains étaient sous la scène et ne voyaient pas le spectacle. Ensuite, un premier coup venu des cintres, lui répondait ; un deuxième montait du dessous de scène et un troisième venait de la coulisse opposée. Chaque machiniste se trouvant donc bien à son poste, le régisseur pouvait ouvrir le rideau. 
Le terme brigadier vient du fait que les machinistes travaillaient en équipes, en brigades. Le grade de brigadier était donné à un ouvrier dirigeant une équipe. Le régisseur, se servant d'un bâton pour frapper les trois coups, rassemblait l'équipe du théâtre pour commencer le spectacle, tel un brigadier rassemblant ses hommes ; on a appelé par métonymie le bâton lui-même un « brigadier ».
Le brigadier de théâtre est traditionnellement fait en bois avec un morceau de perche de théâtre, avec une poignée de velours rouge fixé par des clous dorés.
Pendant des années la Comédie-Française frappait six coups afin de matérialiser la jonction des deux troupes, celle de l'hôtel de Bourgogne et la troupe de Molière déjà adjointe de celle du théâtre du Marais sous Louis XIV, permettant des représentations quotidiennes. Une autre explication de ces six coups veut que quand le roi n'était pas présent, son absence était signalée par deux fois trois coups.

## Dans la culture populaire
Dans le film Diên Biên Phu de Pierre Schoendoerffer, le début de l'attaque de l'artillerie viêtminh se compose de trois coups de canon. Un militaire français, expliquant que sa mère travaille dans un théâtre, y voit les trois coups du brigadier qui annoncent le début du spectacle.
Lors des Jeux olympiques et paralympiques de Paris 2024, cette tradition a été introduite juste avant l'entrée des athlètes afin de capter l'attention du public, accompagnée d'une bande sonore pour rendre les coups audibles dans toute l'enceinte.